# Fussingø Gods
Fussingø er en herregård i Ålum Sogn i Kronjylland. Før Kommunalreformen i 1970 lå sognet i Sønderlyng Herred, Viborg Amt, nu i Randers Kommune.
Det oprindelige Fussingø var en borg, hvoraf der ses ruiner i Gammelhaven på en halvø (oprindelig en ø) i Fussing Sø. Borgen blev opført i 1555 af Albert Skeel, der i 1547 havde overtaget Fussingø Birk. Bygningen, som man ikke har noget billede af, var 34 m lang og 12 m bred, i to stokværk og med tårne. Den var opført i munkesten på et fundament af granitkvadre. Den blev nedrevet omkring 1790.
Den nuværende hovedbygning, som er bygget omkring 1795, ligger cirka 500 meter nordvest for den oprindelige borg, og materialerne herfra er brugt til opførelsen. Bygherren var Christian Ludvig Scheel-Plessen. Det er en klassicistisk bygning i én etage med høj kælder. Den er bygget som sommerbolig.
Fussingø var stamhus for slægten Scheel von Plessen fra 1753. I 1888 gik godset over til slægtens tyske gren, som var – og fortsat er – bosat i Holsten. I 1947 overtog den danske stat Fussingø i henhold til lov af 30. marts 1946 om konfiskation af tysk og japansk ejendom. Nogle af godsets bygninger er i dag hjemsted for Fussingø Skovdistrikt, og hovedbygningen anvendes til udstillinger af kunst og kunsthåndværk.
Fussingø Gods er på 1176 hektar.
Skoven ved godsets område blev i 2025 reserveret til naturnationalpark.

## Stamhuset Fusingø
Stamhuset Fusingø blev oprettet 1688 af Mogens Skeel. Da alle hans mandlige arvinger døde før ham selv, eller kort efter, var det Charlotte Amalie Skeel, som arvede det. I hendes ægteskab (1702) med Christian Ludvig von Plessen kom det i slægten Plessens besiddelse, nu under navnet Scheel von Plessen. I 1753 blev stamhuset genetableret og blev i 1829 omdannet til et grevskab, Det grevelige Scheel-Plessenske Forlods, for Mogens Joachim Scheel-Plessen. Det oprindelige erektionspatent lyder:
| Citat | Erektionsbrev for Stamhuset Fusingø. Mogens Skeel Jeg Mogens Skeel til Fusingø og Odden, Kgl. Majestæts Statsraad, Stiftsamtsmand over Viborg Stift og Amtmand over Hald Amt, kjendes og hermed vitterliggjør, at eftersom jeg min Hovedgaard Fusing af mine Forældre haver arvet, og den i langsommelig Tid ved de Skeelers Familie haver været, Jeg ogsaa haver besluttet den, saavidt mig muligt er, hos mine Efterkommere af samme Navn og Stamme at conservere, til Ende jeg den til et Stamhus for de Skeeler, som nu er eller herefter kommer, med efterskrevne Vilkaar opretter: - 1) (Her gives Beskrivelse af Eiendommen efter Jordebogen). - 2 & 3) Intet Salg, Mageskifte eller Pantsætning af Stamhuset maa finde sted under nogen som helst Prætext). - 4 & 5) (Stamherrens private Gjæld vedkommer ved hans Død ikke Stamhuset ) - 6) (Familien skal føre Tilsyn med, at Stamherren tilbørligen forvalter Stamhuset). - 7) (Stamherren kan forunde sin Enke Stamhuset, saalænge hun forbliver Enke). - 8) ” Paa det Fusinge med dets Tillæg saameget des sikkrere kan blive hos mine Efterkommere og de Skeelers Familie, saa skal det arves paa efterfølgende maade: Den Ældste Søn tager det altid forud, og arver siden lige Gods og Gjæld med sine andre Søskende. Efterlader jeg ingen Sønner da falder det min ældste Datter til med lige Vilkaar, som det min Søn kunne have tilkommet, saaledes at altid Sønnen gaa for Datteren, Broderen for Søsteren og den ældre for den yngre, saaledes, at det intet kan komme fra mine egne ægte Mandlige og i Mangel af dem ægte Qvindelige Descendenter. Skulle jeg uden Livsarvinger bortdø, eller mine Børn ingen efter sig lade, eller og i Fremtiden min egen ægte Afkom aldeles feile, da skal Fusinge Stamhus intet mere kunne komme i Ovindehænder, mens alene forblive ved Mandslinien, ligesom de mig nært ere paarørende. Derfor og udi slig Faldblev først min Broder, Hr. Otto Skeel til Vallø, Siden min Fætter Jørgen Skeel Ottesen til Broholm, derefter min Fætter Otto Skeel Ottesen til Birkelse og endelig min Fætter Jørgen Skeel Christensen til Sostrup, og deres Ægte Mandlige Efterkommere, de rette Arvinger til Fusinge, saaledes at altid den ældste gaar for den yngre. Uddør min Broder, Hr. Otto Skeels ægte Mandslinier, saa kommer det paa min Fætter Jørgen Skee. Ottesens ægte Mandslinie og saa fremdeles efter fremdeles efter fornævnte Ordre. Skulle al den ægte Mandslinie af de Skeelers Familie uddø, da gaar det igjen til Qvindelinien og begynder paa min Broders, Hr. Otto Skeels Decendenter, ogsaa videre efter den Ordre, som de tilforne ere efter optegnede, og er derhos at agte, at ingenlunde andre end Ægtebørn og Arvinger dertil skal abmitteres. - 9) ( En Stamhusbesidderindes Søn skal for sig og Efterkommere antage de Skeelers Navn og føre de Skeelers Vaaben)1). - 10) (Ingen Gjæld vil han selv paadrage og maa ei heller hans Efterkommere paadrage Stamhuset). At dette uryggeligen af mig og mine Arvinger og Efterkommere holdes og efterkommes skal, haver jeg dette med min egen Haand underskrevet og Vignette hostrykt. Og haver desforuden min kjære Broder, Hr. Otto Skeel til Vallø og Egholm, Ridder, Hs. Kgl. Majestæts Gehime-Stats- og Justitsraad, samt mine kjære Fætter, Jørgen Skeel til Broholm og Arreskov, Hs. Kgl. Majestæts Etats- og Cancelliraad, Otto Skeel til Birkelse og Hjermiszlegaard, Hs. Kgl. Majestæts Etats- og Commerceraad, Amtmand over Aastrup og Børglum Amter, samt Jørgen Skeel til Sostrup og Estrup, Hs. Kgl Majestæts Kammerjunker, dette til Stadfæstelse med mig underskrevne og besejlet. Datum Kjøbenhavn d. 3die Juli Anno 1688. Mogens Skeel. Otto Skeel. Jørgen Skeel. (L. S.) (L. S.) (L. S.) Otto Skeel Jørgen Skeel. (L. S.) (L. S.) Den allerhøiste Confirmation paa Foranstaaende er meddelt d. 14de Juli 1688. | Citat |
|       | |       |

## Ejere af Fussingø
- (1425-1438) Christen Sommer
- (1438-1460) Jens Andersen Kanne
- (1460-1489) Oluf Sommer
- (1489-1540) Erik Sommer / Christen Sommer
- (1540) Anne Olufsdatter Sommer gift Sandberg
- (1540-1545) Christen Andersen Sandberg
- (1545-1568) Albert Skeel
- (1568-1595) Christen Skeel
- (1595-1630) Albert Skeel
- (1630-1659) Christen Skeel
- (1659-1694) Mogens Skeel
- (1694-1698) Helle Rosenkrantz gift Skeel
- (1698-1702) Charlotte Amalie Mogensdatter Skeel gift von Plessen
- (1702-1729) Christian Ludvig von Plessen
- (1729-1749) Mogens Scheel-Plessen (overceremonimester)
- (1749-1801) Christian Ludvig Scheel-Plessen
- (1801-1819) Mogens Scheel-Plessen (officer)
- (1819-1828) Agathe Johanne von Qualen gift Scheel von Plessen
- (1828-1853) Mogens Joachim Scheel von Plessen
- (1853-1876) Wulff Heinrich Bernhard Scheel von Plessen
- (1876) Magus Wilhelm Carl Hugo Scheel von Plessen
- (1876-1888) Otto Wulff Heinrich Bernhard Scheel von Plessen
- (1888) Louise Emma Augusta Brigitte Ottosdatter Scheel von Plessen
- (1888-1921) Carl Gabriel Joachim Wilhelm Scheel von Plessen
- (1921-1939) Louise Emma Augsta Brigitte Ottosdatter Scheel von Plessen
- (1939-1945) Carl Ludwig August Hugo Gabriel Scheel von Plessen
- (1945-) Staten